# 앙리 지로

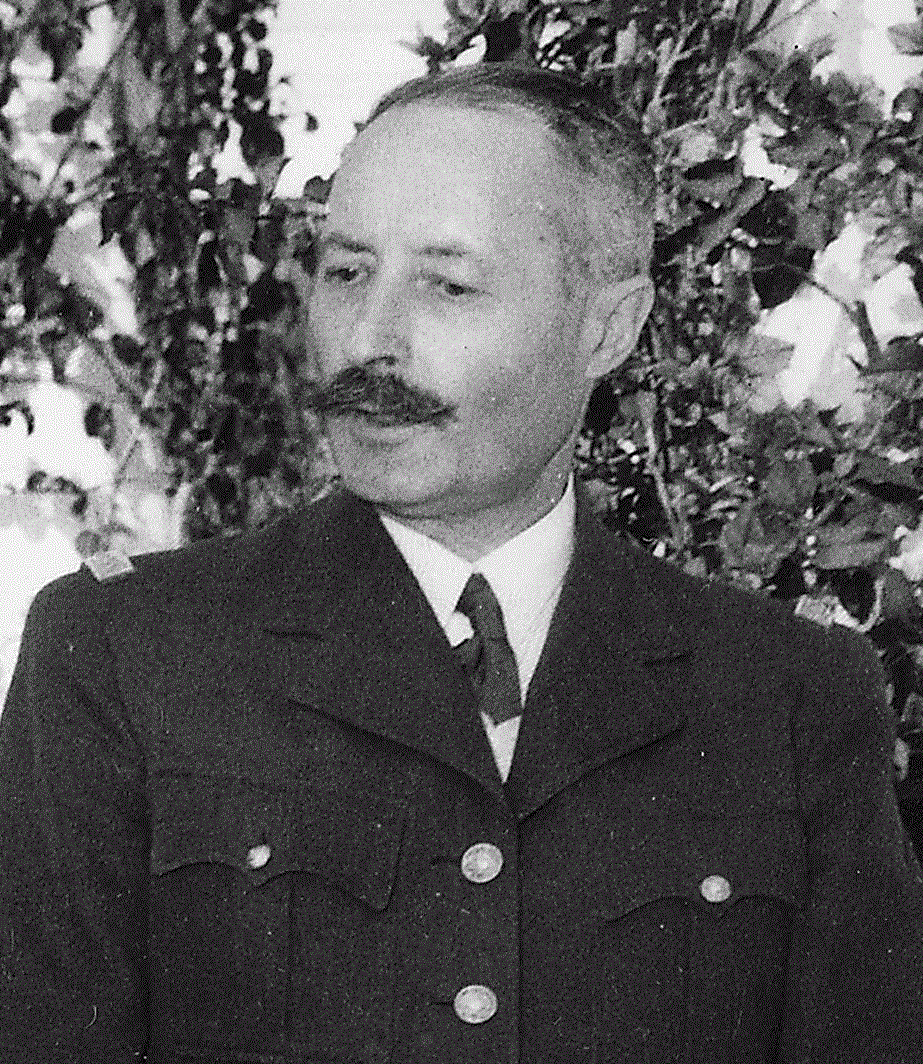
앙리 지로 (1943년 1월 19일)

앙리 오노레 지로(프랑스어: Henri Honoré Giraud, 1879년 1월 18일 - 1949년 3월 13일)는 프랑스의 장군이다. 제1차 세계대전과 제2차 세계 대전에 참전하였다. 그는 샤를 드골을 싫어하였으며(드골은 자유 프랑스 군복으로 채택된 식민지 부대 군복을 입었으며 지로는 본국의 프랑스군 군복을 입었다고 함) 프랭클린 D. 루스벨트가 그를 좋아하였다고 한다. 드골과의 관계는 지로보다 선임 장군이었던 조르주 카트루, 알퐁스 조르주에 의해 개선되었다.
1914년 제1차 세계대전이 발발하자 청년 장교 신분으로 1차 세계대전에 나서서 여러 번 공을 세웠으며, 독일군에 의해 포로가 되었으나 포로 수용소에서 탈출한 뒤 서커스 단원으로 위장해 위기를 모면하였다. 이후 제2차 세계대전에도 참전하였으며, 1940년에 한 때 나치 독일 군대의 포로가 되었으나 1942년 다시 탈옥에 성공하였다. 이후 알제리 방면으로 피신한 뒤 프랑수아 다를랑이 사망한 이후 드와이트 아이젠하워의 권유로 연합군에 합류하였다. 지로와 드골과는 사이가 나빴고, 임시정부의 총리가 된 이후, 지로는 공동 총리가 드골이라는 이유만으로 사퇴하기도 했다. 그러나 프랑스 저항운동 조직의 통합에 대한 열망이 높아지자 1943년 6월 알제리에서 드골과 만나 프랑스 민족해방위원회(CFLN)를 결성하였다.

## 같이 보기
- 프랑스 해방